# Mário Dionísio
Mário Dionísio de Assis Monteiro (Anjos, Lisboa, 16 de julho de 1916 — Lisboa, 17 de novembro de 1993) foi um crítico, escritor, pintor e professor português.
Personalidade multifacetada – poeta, romancista, ensaísta, crítico, pintor –, Mário Dionísio teve uma ação cívica e cultural marcante no século XX português, com particular incidência nos domínios literário e artístico.

## Biografia
Mário Dionísio de Assis Monteiro nasceu em 16 de julho de 1916, em Lisboa.
Era filho de Eurico Rogero Monteiro, comerciante, oficial miliciano da Administração Militar, natural de Elvas (freguesia de Alcáçova), e Maria Julieta Goulart Parreira Monteiro, doméstica com o curso superior de Piano, natural de Lisboa (freguesia de Santa Catarina).

Mário Dionísio, O Músico, 1948, tinta de esmalte s/ tela, 130 cm x 97 cm

Licenciou-se em Filologia Românica, em 1940, na Faculdade de Letras da Universidade de Lisboa.
A 22 de junho de 1940, casou civilmente em Lisboa com Maria Letícia Reis Clemente da Silva (Santa Maria da Feira, Beja, c. 1916), sua colega na Faculdade de Letras, filha do advogado António Clemente da Silva, natural da freguesia e concelho de Silves, e de Adelaide Franqueira Reis Clemente da Silva, doméstica, natural de Silves (freguesia de São Bartolomeu de Messines). Deste casamento nasceu a futura escritora Eduarda Dionísio.
Foi professor do ensino liceal e secundário e docente na Faculdade de Letras da Universidade de Lisboa, depois da Revolução do 25 de Abril.
Mário Dionísio foi opositor do Estado Novo, tendo estado ligado ao Partido Comunista Português, do qual se afastou na década de 1950.

### A obra literária
Foi autor de uma obra literária autónoma (poesia, conto, romance); fez crítica literária e de artes plásticas; realizou conferências, interveio em debates; colaborou em diversas publicações periódicas, entre as quais Seara Nova, Vértice, Diário de Lisboa, Mundo Literário, Ge de todas as Artes e na revista Arte Opinião (1978-1982). Prefaciou obras de autores como Manuel da Fonseca, Carlos de Oliveira, José Cardoso Pires e Alves Redol.

### As artes plásticas: pintor e crítico
Teve uma forte ligação às artes plásticas. Além da actividade como pintor (desde 1941), foi um dos principais impulsionadores das Exposições Gerais de Artes Plásticas; integrou o júri da II Exposição de Artes Plásticas da Fundação Calouste Gulbenkian; foi autor de inúmeros textos, de diversa ordem, das simples críticas até à publicação de referência que é A Paleta e o Mundo; etc.
Enquanto artista plástico usou os pseudónimos de Leandro Gil e José Alfredo Chaves. Participou em diversas exposições colectivas, nomeadamente nas Exposições Gerais de Artes Plásticas de 1947, 48, 49, 50, 51 e 53. Realizou a sua primeira exposição individual de pintura em 1989.

### O neorrealismo
Mário Dionísio desempenhou um papel de relevo na teorização do neo-realismo português, "movimento literário que, nos anos de 1940 e 1950, à luz do materialismo histórico, valorizou a dimensão ideológica e social do texto literário, enquanto instrumento de intervenção e de consciencialização". No contexto das tentativas de reforma cultural encetada pelos intelectuais dessa corrente, através de palestras e outras ações culturais, "participou num esforço conjunto de aproximar a arte e o público, de que resultou, por exemplo, a obra A Paleta e o Mundo, constituída por uma série de lições sobre a arte moderna. Poeta e ficcionista empenhado, fiel ao «novo humanismo», atento à verdade do indivíduo, às suas dolorosas contradições, acolheu, na sua obra, o espírito de modernidade e as revoluções linguísticas e narrativas da arte contemporânea".
Mário Dionísio morreu em 17 de novembro de 1993, em Lisboa, vítima de ataque cardíaco.

## Obras

### Poesia
- As solicitações e emboscadas : Poemas. S. l., s,d (Coimbra : Tipografia Atlântida).[11]
- O riso dissonante : Poemas. Lisboa : Centro Bibliográfico, 1950.[12]
- Memória dum pintor desconhecido. Lisboa : Portugália, 1965. Coleção Poetas de hoje, 19.[13]
- Poesia incompleta : 1936-1965. Lisboa : Europa-América, 1966.[14]
- Le feu qui dort. Neuchâtel : Éditions de la Baconniére; Lisboa : Europa-América, 1967.[15]
- Terceira idade. Mem-Martins : Europa-América, 1982. Coleção Mário Dionísio, 10.[16]
- O mundo dos outros : histórias e vagabundagens (prefácio). Lisboa : Dom Quixote, 2000. Coleção Biblioteca de Bolso, Literatura, 13. ISBN 972-20-1879-5[17]
- Poesia completa. Lisboa : Imprensa Nacional - Casa da Moeda, 2016. Coleção Plural. ISBN 978-972-27-2450-0[18]

### Prosa
- O dia cinzento : contos. Coimbra : Coimbra Editora, 1954. Coleção Novos Prosadores.[19]
- Não há morte nem princípio. Mem Martins : Europa-América, 1969. Coleção Obras de Mário Dionísio, 4.[20]
- Monólogo a duas vozes : histórias. Lisboa : D. Quixote, 1986. Coleção Autores de Língua Portuguesa.[21]
- A morte é para os outros. Lisboa : O Jornal, 1988. Coleção Dias de Prosa.[22]

### Memórias
- Autobiografia. Lisboa : O Jornal, 1987. Coleção Autobiografias, 3.[23]

### Pintura
- Vincent Van Gogh : estudo. S.l., s.n., 1947. Coleção Os Grandes Pintores e Escultores.[24]
- A paleta e o mundo. Lisboa : Europa-América, 1956-1962, 3 vols.[25]
- Conflito e unidade da arte contemporânea. Lisboa : Iniciativas Editoriais, 1958.[26]

## Casa da Achada – Centro Mário Dionísio
Em setembro de 2009 abriu ao público a Casa da Achada – Centro Mário Dionísio, fundada em Lisboa em setembro do ano anterior por mais de meia centena de familiares, amigos, ex-alunos, ex-assistentes, conhecedores e estudiosos da sua obra para a salvaguarda e divulgação do seu espólio. A instituição possui ainda a biblioteca privada da mulher de Mário Dionísio, a professora Maria Letícia Clemente da Silva. [carece de fontes?]

## Prémios e homenagens
- [carece de fontes?]
- Mário Dionísio recebeu o Grande Prémio de Ensaio (1963) atribuído em 1963 pela Sociedade Portuguesa de Escritores pela obra A Paleta e o Mundo.[31]
- Pela obra Terceira Idade Mário Dionísio recebeu o Prémio da Crítica do Centro Português da Associação Internacional de Críticos Literários (CPAICL) (1981), ex aequo com Alexandre O'Neill[32]
- Foi homenageado na toponímia de Lisboa, através da atribuição do seu nome a uma rua da freguesia do freguesia do Lumiar, por deliberação, de 20 de julho de 2005, e edital, de 1 de agosto do mesmo ano, da Câmara Municipal de Lisboa.[3][33] A rua Mário Dionísio foi inaugurada em 26 de outubro de 2016.[34]